# Jurassic 5
Jurassic 5 es un grupo de Hip Hop creado en 1992-1993 en Los Ángeles. El grupo fue formado por 5-6 miembros: Chali 2na MC, Akil MC, Zaakir también conocido como Soup MC, Mark 7even MC y los DJ's Dj Nu Mark y Cut Chemist.
Finalmente, el grupo se rompió en 2007.

## Biografía
Su debut fue en 1997 con Jurassic 5 EP. Con un sonido de la "old school" neoyorkina (influenciados por grupos como De La Soul y A Tribe Called Quest, ... consiguieron un inesperado n.º 35 en la lista de sencillos de USA. Fueron conocidos masivamente a partir de su participación en la banda sonora del videojuego Matt Hofman´s Pro Bmx en 2001 con su tema Great Expectations.

## Discografía
- Jurassic 5 EP LP (1996)
- Jurassic 5 LP LP (1997)
- Quality Control LP (2000)
- Power in Numbers LP (2002)
- Feedback LP (2006)